# Palazzo di Mogoșoaia
Il palazzo di Mogoșoaia (in romeno Palatul Mogoșoaia)  è un edificio storico degli inizi del Settecento della città di Mogoșoaia, nel distretto di Ilfov, in Romania, situato a circa 15 km dal centro di Bucarest. 
Il complesso comprende l'edificio attuale, il suo cortile con la torre di guardia, la cuhnia (cucina) e la chiesa di San Giorgio, a ridosso delle mura della corte. Il palazzo prende il nome della vedova di Mogos, uno scudiero che possedeva il terreno su cui è stato costruito.
Il palazzo di Mogoșoaia era in possesso della famiglia Brancovan per circa 120 anni, per poi passare di proprietà della famiglia Bibescu.
Rappresenta il capolavoro del cosiddetto stile Brâncoveanu.

## Storia

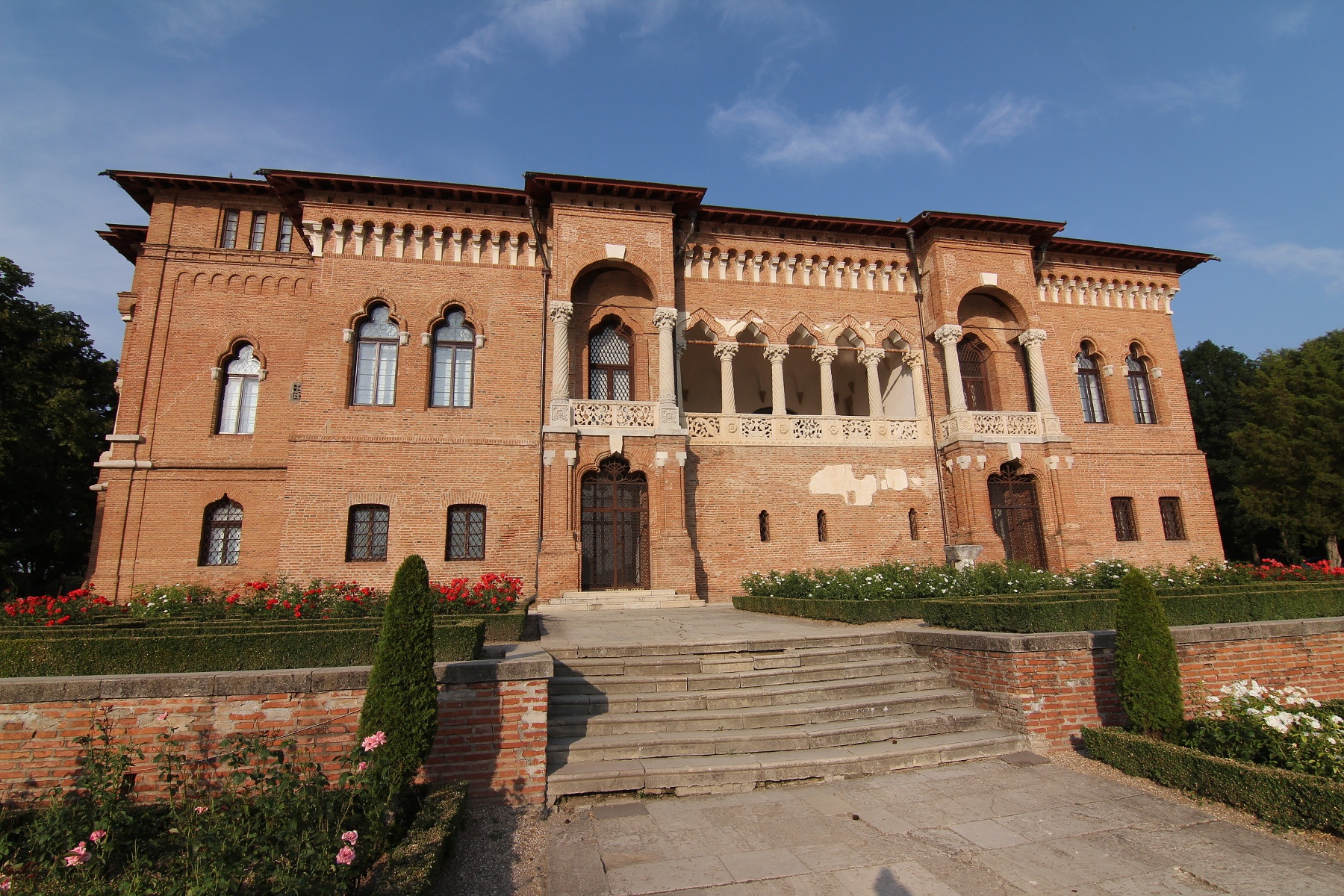
Il Palazzo.

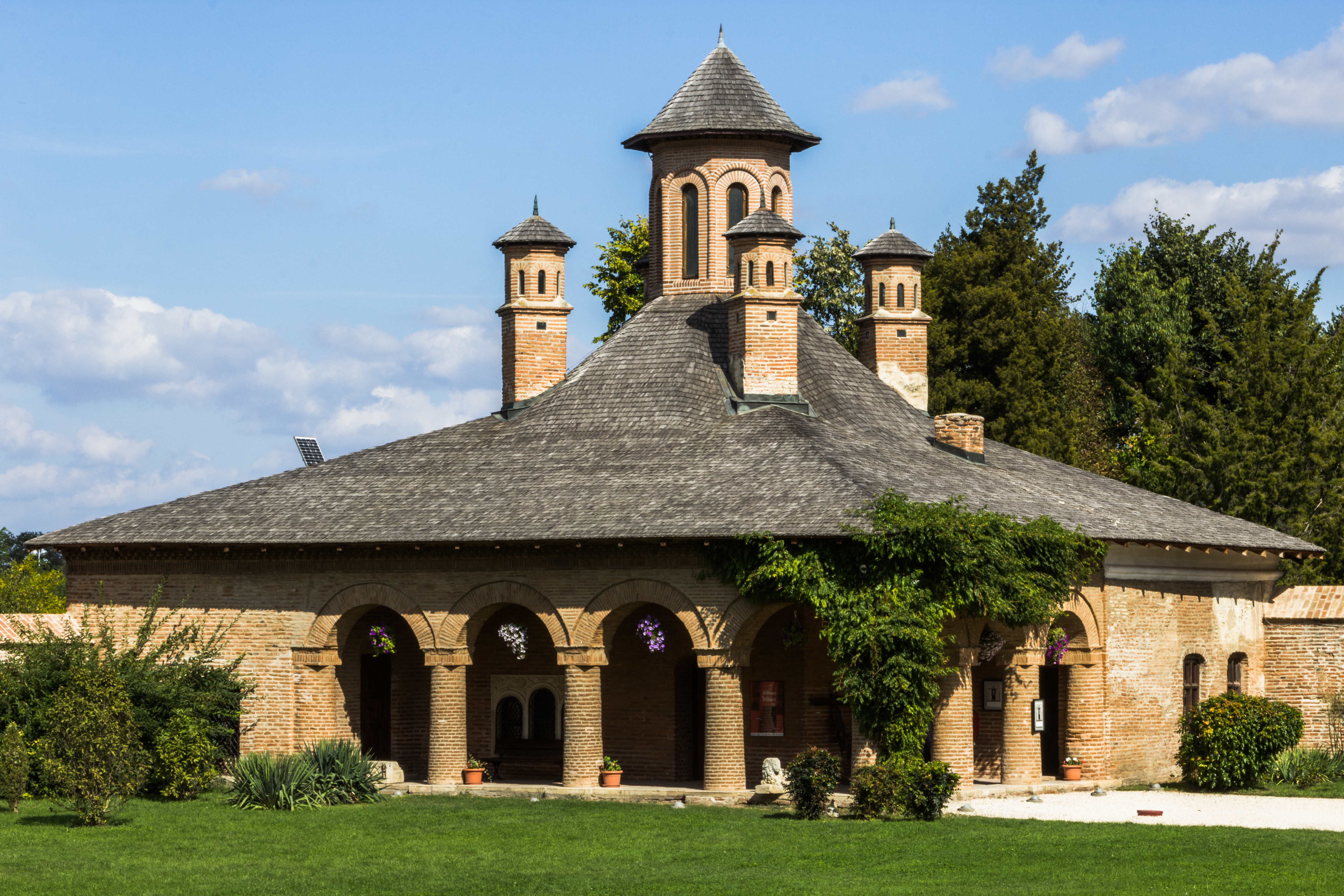
L'edificio delle cucine.

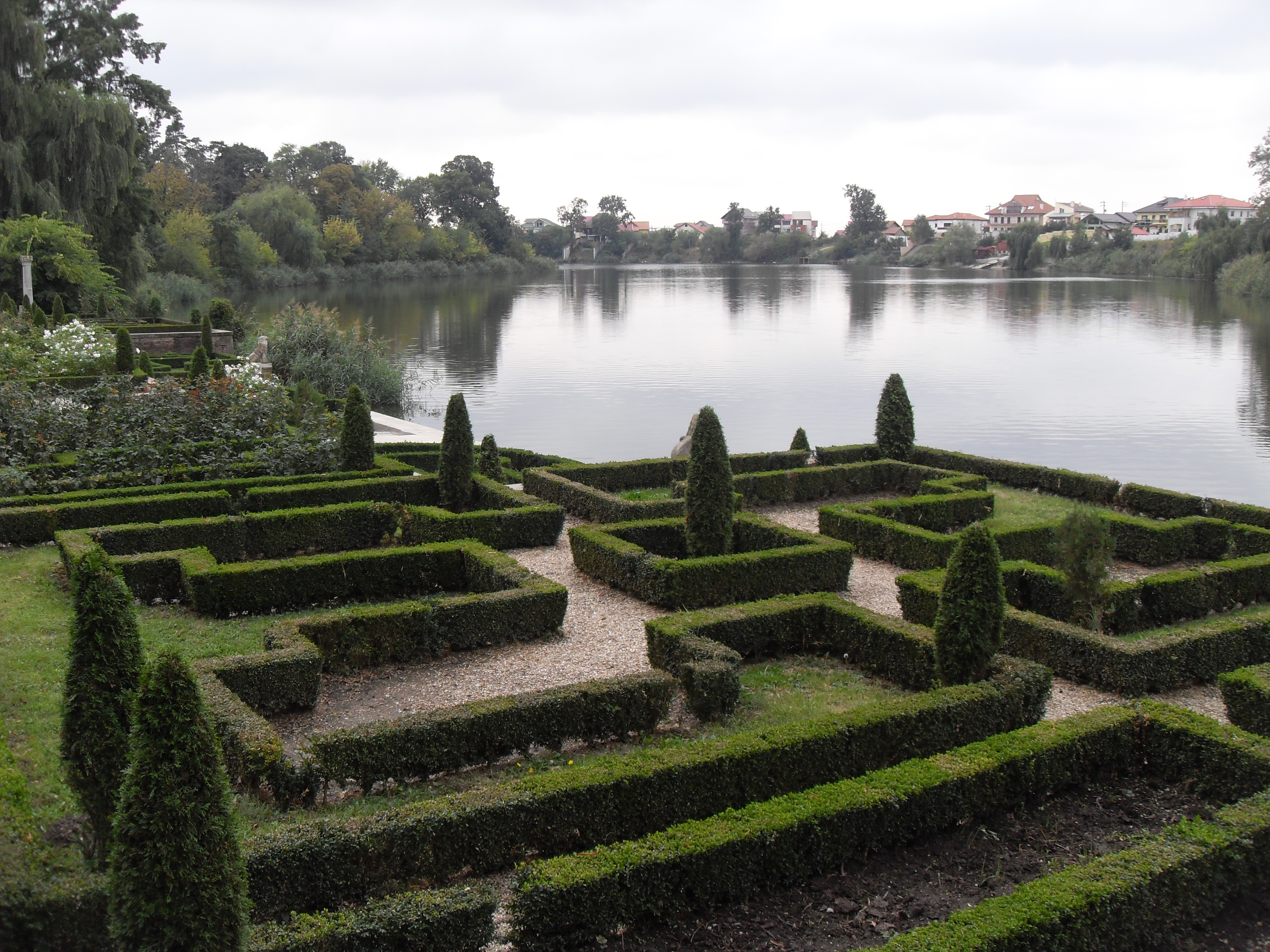
I girding con il lago.

Il palazzo fu costruito da Constantin Brâncoveanu nello stile architettonico rinascimentale rumeno o "stile Brâncovenesc", una combinazione di elementi in stile ottomano e veneziano, precedentemente utilizzato da un altro palazzo costruito da lui a Potlogi. L'opera fu completata il 20 settembre 1702, come riporta un'iscrizione sul lato est del palazzo. La data di inizio della costruzione è sconosciuta, ma si sa che la famiglia Brancovan aveva cominciato a comprare terreni in zona nel 1681.
Dopo il 1714, quando Constantin Brâncoveanu fu condannato a Costantinopoli, tutti i beni della famiglia furono confiscati dagli Ottomani e il palazzo venne trasformato in una locanda. Passò in possesso quindi del principe Ștefan Cantacuzino, tornando poi al nipote del principe, Constantin Brâncoveanu. La famiglia Brâncoveanu rimase in possesso del palazzo per circa 120 anni, fino all'inizio del XIX secolo.
Il palazzo fu distrutto dagli ottomani durante la guerra russo-turca del 1768-1774, ma venne ricostruito durante la rivoluzione del 1821, quando l'ultimo discendente dei Brâncoveanu, Gregorio, fuggì a Brasov. Dopo la sua morte nel 1832, il palazzo passò in eredità alla figlia adottiva, Zoe Mavrocordat, e attraverso il suo matrimonio con il principe George, entrò a far parte dei possessi della famiglia Bibescu.
Il palazzo venne rinnovato tra il 1860 e il 1880 da Nicholas Bibescu, che costruì la tomba di famiglia nel parco del castello e la vicina villa Elchingen, dove si spostò, lasciando il palazzo disabitato. Solo nel 1911 fu di nuovo utilizzato, quando Mary-Nicole Darvari vendette il palazzo a suo cugino George-Valentin Bibescu, che lo diede in dono alla moglie, Martha. 
La principessa Martha Bibescu, a partire dal 1912 ristrutturò il palazzo, che durante la prima guerra mondiale subì tuttavia altri danni a seguito dei bombardamenti tedeschi. Durante l'occupazione tedesca di Bucarest e della Romania meridionale, la principessa rimase nella capitale, occupandosi dell'ospedale Queen Mary e vivendo per un po' anche nel palazzo.
Tornata a casa dopo essere andata a Londra, venne accusata di collaborazionismo con i tedeschi. I lavori di ristrutturazione ripreso dopo il 1920 e il palazzo fu nuovamente inaugurato nel 1927, mentre alcuni lavori interni proseguirono, fino al 1935.
Durante la seconda guerra mondiale, il palazzo fu per alcuni mesi in affitto alla Svizzera. La principessa lasciò per sempre il paese, ma nel settembre del 1945, lasciò in eredità i diritti sul palazzo a sua figlia Valentina e a suo marito, Demetrio Ghika-Comănești. 
Nel 1949, il palazzo fu nazionalizzato, Valentina e Dimitrie Ghika-Comănești vennero arrestati. Nel 1957, l'edificio venne devastato e saccheggiato, e le collezioni d'arte rubate. Nello stesso anno divenne sede della divisione feudale del Museo nazionale d'arte, restaurato dal 1977.
Oggi il palazzo ospita il Museo di arte "Brâncovanian di Mogoșoaia" ed è una grande attrazione turistica.

## Complesso di edifici
L'edificio principale del complesso è il palazzo di Mogoșoaia costruito da Constantin Brancoveanu, con gli appartamenti nobili al primo piano, con balcone in facciata e un ampio cortile esterno. Il piano terra ospita gli ambienti di servizio, e nel seminterrato c'è una cantina. 
La facciata verso il lago presenta una loggia di ispirazione veneziana, con tre arcate.
La cuhnia (cucina Brancovan) ha quattro torri di ventilazione. Il cancello e la torre custodiscono l'ingresso al cortile. Entrambi sono stati restaurati tra il 1922 e il 1930 da Martha Bibescu.
La cappella George Bibescu, costruita nel 1880 ospita le tombe di famiglia dei Bibescu, tra cui quelle del principe Michele e di George Basarab-Brancoveanu, aviatori morti durante la seconda guerra mondiale.
Le serre di Mogosoaia sono state costruite dopo il 1890 dagli architetti francesi e sono ancora utilizzate per la coltivazione di fiori e per il laboratorio di educazione artistica per i bambini.
La chiesa di San Giorgio è fuori dalle mura del palazzo, vicino alla torre d'ingresso. Fondata da Constantin Brancoveanu e completata nel 1688, ospita la tomba di George-Valentin Bibescu e la pittura votiva che lì rappresenta Constantin Brancoveanu e i quattro figli.